# Sebastian Robert Buddle
Sebastian "Seb" Robert Buddle (tiếng Trung: 畢頓) là một cầu thủ bóng đá Hồng Kông hiện tại thi đấu ở vị trí tiền đạo cho câu lạc bộ tại Giải bóng đá ngoại hạng Hồng Kông Kitchee.

## Cá nhân
Anh là sinh viên ở West Island School

## Sự nghiệp
Ngày 12 tháng 7 năm 2016, Kitchee thông báo rằng thọ đã ký hợp đồng với Buddle và 3 cầu thủ khác.